# The Adventures of Superboy
The Adventures of Superboy je nerealizovaný americký sci-fi televizní seriál odvozený od seriálu Adventures of Superman. V roce 1961 byl natočen jediný pilotní díl, který však nebyl odvysílán. Připraveny byly ale scénáře pro dalších 12 epizod. Za projektem The Adventures of Superboy stál producent Whitney Ellsworth, který se dříve podílel na seriálu Adventures of Superman a také na nerealizovaném seriálu The Adventures of Superpup. Jediná natočená epizoda „Rajah's Ransom“ byla vydána na DVD v roce 2011 jako bonus na 62diskovém box setu se seriálem Smallville.
Seriál The Adventures of Superboy se měl zaměřit na mladého Clarka Kenta coby Superboye.

## Obsazení
- Johnny Rockwell jako Clark Kent / Superboy
- Bunny Henning jako Lana Lang
- Monty Margetts jako Martha Kent